# Papillilabium
Papillilabium é um género botânico pertencente à família das orquídeas (Orchidaceae).